# Пиріг Руслан Григорович
Руслан Григорович Пиріг (24 серпня 1989 - 9 березня 2022)  — старший матрос 503 ОБМП Збройних сил України, учасник російсько-української війни, що загинув у ході російського вторгнення в Україну у 2022 році.

## Нагороди
- орден «За мужність» III ступеня (2022, посмертно) — ''за особисту мужність і самовіддані дії, виявлені у захисті державного суверенітету та територіальної цілісності України, вірність військовій присязі.